# Взятие Парижа (1814)
Битва за Париж (фр. Bataille de Paris) — завершающее сражение войны Шестой коалиции, после которого Франция капитулировала, император французов Наполеон Бонапарт отрёкся от трона.
18 (30) марта 1814 года союзные армии фельдмаршалов Блюхера и Шварценберга атаковали и, после ожесточённых боёв, захватили подступы к Парижу. 19 (31) марта 1814 в 2 часа ночи была подписана капитуляция Парижа, и город пал, прежде чем Наполеон успел перебросить свои войска для его спасения.

## Предыстория
В первых числах января 1814 года войска союзников, состоящие из русских, австрийских, прусских и немецких корпусов, вошли на территорию Франции с целью свержения Наполеона, разбитого в битве под Лейпцигом в октябре 1813 года. Союзники наступали двумя отдельными армиями: русско-прусскую Силезскую армию возглавлял прусский фельдмаршал Блюхер, русско-немецко-австрийскую Главную (бывшую Богемскую) армию отдали под начало австрийского фельдмаршала Шварценберга.
В сражениях на территории Франции Наполеон чаще одерживал победы, ни одна из которых не стала решающей из-за численного превосходства союзников. Наполеон редко имел под рукой в одном месте более 40 тысяч солдат, в то время как его противники располагали 150—200 тысячами. Союзники несколько раз пытались двинуться на Париж, но Наполеону удавалось, сконцентрировав силы, отбросить фланговыми ударами армии Блюхера и Шварценберга на исходные позиции.
В 20-х числах марта 1814 года Наполеон решил пройти к северо-восточным крепостям на границе Франции, где рассчитывал деблокировать французские гарнизоны, и, значительно усилив ими свою армию, принудить союзников к отступлению, угрожая их тыловым коммуникациям. Французский император надеялся на медлительность союзных армий и их страх перед его появлением в их тылу.
Однако союзные монархи, вопреки ожиданиям Наполеона, 12 (24) марта 1814 года одобрили план наступления на Париж. В пользу такого решения послужила информация о брожении в Париже и усталости французов от войны, в связи с чем снимались опасения ожесточённых боёв с вооружёнными горожанами на улицах города.
Против Наполеона выслали 10-тысячный кавалерийский корпус под началом российского генерала Винценгероде при 40 орудиях с тем, чтобы ввести Наполеона в заблуждение относительно намерений союзников. Корпус Винцингероде был разбит Наполеоном 26 марта, но это уже не повлияло на ход дальнейших событий.
Возведение фортификационных сооружений вокруг Парижа началось лишь 23 марта, так как губернатор города Жозеф Бонапарт не имел соответствующих полномочий, а Наполеон долго не подписывал предлагаемые им планы. Император пришёл в бешенство, узнав, что Жозеф настаивает на подписании мира любой ценой («бессмысленная и преступная идея» по его мнению) и требовал от жены, находившейся с наследником во дворце Тюильри, держаться подальше от брата.
25 марта союзные войска двинулись на запад, на Париж, и в тот же день под Фер-Шампенуазом столкнулись с отдельными французскими частями, которые спешили на соединение с армией Наполеона. В бою французские корпуса маршалов Мармона и Мортье были разбиты и откатились к Парижу.
29 марта союзные армии подошли вплотную к передовой линии обороны столицы.
Наполеон находился с армией в Сен-Дизье, в 180 км от Парижа, когда 27 марта узнал о наступлении союзников на столицу Франции. Он высоко оценил решение противника: «Это превосходный шахматный ход. Вот никогда бы не поверил, что какой-нибудь генерал у союзников способен это сделать». На следующий день он поспешил со своей небольшой армией на спасение Парижа, однако прибыл слишком поздно.

## Оборона Парижа и диспозиция сторон
Париж был крупнейшим городом Европы с населением 714 600 человек (1809), большая часть его находилась на правом берегу Сены. Излучины Сены и её правый приток Марна ограждали город с трёх сторон, на северо-восточном направлении от Сены до Марны протянулась цепь возвышенностей (из которых наиболее значимой был Монмартр), замыкая кольцо природных укреплений. Канал Урк с северо-востока проходил между этими высотами, впадая в Сену в самом Париже. Оборонительная линия столицы Франции располагалась примерно вдоль частично укреплённых высот: от Монмартра на левом фланге через селения Лавилет и Пантен в центре и до возвышенности Роменвиль на правом фланге. Места, примыкающие к Сене на левом фланге и Марне на правом, прикрывались отдельными отрядами и кавалерией. В некоторых местах были возведены палисады для препятствия действиям конницы союзников. Расстояние от передовой линии обороны до центра Парижа составляло 5—10 км.
Левый фланг от Сены до канала Урк (включая Монмартр и Лавилет) защищали войска под командованием маршалов Мортье и Монсея. Правый фланг от Урка до Марны (включая Пантен и Роменвиль) оборонял маршал Мармон. Верховное командование формально сохранял наместник Наполеона в Париже его брат Жозеф.
Число защитников города оценивается историками с широким разбросом от 28 до 45 тысяч, наиболее часто фигурирует цифра в 40 тысяч солдат. По разным данным у французов было 22—26 тысяч регулярных войск, 6—12 тысяч ополченцев (Национальная Гвардия под командованием маршала Монсея), из которых далеко не все появились на боевых позициях, и около 150 орудий. Нехватка войск частично компенсировалась высоким боевым духом защитников столицы и их надеждой на скорое прибытие Наполеона с армией.
Союзники подошли к Парижу с северо-востока тремя основными колоннами общей численностью до 100 тысяч солдат (из них 63 тысячи русских): правую (русско-прусскую Силезскую армию) вёл прусский фельдмаршал Блюхер, центральную возглавлял российский генерал от инфантерии Барклай-де-Толли, левая колонна под командованием кронпринца Вюртембергского двигалась вдоль правого берега Сены. Боевые действия в центре и на левом фланге союзников возглавил главнокомандующий русскими войсками в Главной армии генерал от инфантерии Барклай-де-Толли.

## Ход сражения
Союзники спешили овладеть Парижем до подхода армии Наполеона, поэтому не стали дожидаться сосредоточения всех сил для одновременного штурма со всех направлений.
В 6 часов утра 30 марта наступление на Париж началось с атаки селения Пантен в центре русским 2-м пехотным корпусом принца Евгения Вюртембергского. Одновременно генерал Раевский с 1-м пехотным корпусом и кавалерией Палена 1-го пошёл на штурм высот Роменвиля. Гвардия оставалась в резерве.
Французы предприняли настолько сильную контратаку на Пантен, что Евгений Вюртембергский, потеряв только убитыми до 1500 солдат, запросил подкреплений. Барклай-де-Толли послал две дивизии 3-го гренадерского корпуса, которые помогли переломить ход боя. Французы отступили от Пантена и Роменвиля к селению и возвышенности Бельвилю, где могли рассчитывать на прикрытие своих сильных артиллерийских батарей. Барклай-де-Толли приостановил продвижение, ожидая вступления в дело запоздавших Силезской армии Блюхера и войск кронпринца Вюртембергского.
В 11 часов утра Блюхер атаковал левый фланг французской обороны. По воспоминаниям генерала Мюффлинга, силезская армия запоздала с началом штурма из-за канала Урк, который не был нанесён на карты и который пришлось с трудом форсировать.
К укреплённому селению Лавилет приблизились прусские корпуса Йорка и Клейста с корпусом Воронцова. Русский корпус Ланжерона пошёл на Монмартр, господствующую возвышенность над Парижем. Увидев с Монмартра превосходство вражеских сил, формальный командующий французской обороной Жозеф Бонапарт решил покинуть поле боя, оставив Мармону и Мортье полномочия для сдачи Парижа ради спасения города.
В час дня колонна кронпринца Вюртембергского перешла Марну и атаковала крайний правый фланг французской обороны с востока, пройдя через Венсенский лес и захватив селение Шарантон. Барклай возобновил наступление в центре, и вскоре Бельвиль пал. Пруссаки Блюхера выбили французов из Лавилета. На всех направлениях союзники выходили непосредственно к кварталам Парижа. На высотах они устанавливали орудия, стволы которых смотрели на столицу Франции.

С высоты Монтреля я увидел Париж, покрытый густым туманом, бесконечный ряд зданий, над которыми господствует Notre-Dame с высокими башнями. Признаюсь, сердце затрепетало от радости! Сколько воспоминаний! Здесь ворота Трона, влево Венсен, там высоты Монмартра, куда устремлено движение наших войск. Но ружейная пальба час от часу становилась сильнее и сильнее. Мы подвигались вперед с большим уроном через Баньолет к Бельвилю, предместию Парижа. Все высоты заняты артиллериею; еще минута, и Париж засыпан ядрами. Желать ли сего? — Французы выслали офицера с переговорами, и пушки замолчали. Раненые русские офицеры проходили мимо нас и поздравляли с победою. «Слава богу! Мы увидели Париж с шпагою в руках!» «Мы отмстили за Москву!» повторяли солдаты, перевязывая раны свои.
— К. Батюшков, письмо Н. Гнедичу
Желая спасти многотысячный город от бомбардировки и уличных боёв, командующий правым флангом французской обороны маршал Мармон к пяти часам дня отправил парламентёра к русскому императору. Александр I дал такой ответ: «Он (Александр) прикажет остановить сражение, если Париж будет сдан: иначе к вечеру не узнают места, где была столица».
Прежде чем условия капитуляции были согласованы, Ланжерон штурмом овладел Монмартром, за что Александр I вручил ему орден Андрея Первозванного. С этой высоты можно было полностью просматривать и простреливать Париж. Городу явно угрожала возможность пожара от артиллерийского обстрела. Командующий левым флангом французской обороны маршал Мортье также согласился на сдачу Парижа.
Капитуляция Парижа была подписана в 2 часа утра 31 марта в селении Лавилет на условиях, которые составил полковник Михаил Орлов, оставленный заложником у французов на время перемирия. Глава русской делегации Карл Нессельроде следовал инструкции императора Александра, предполагавшей сдачу столицы со всем гарнизоном, однако маршалы Мармон и Мортье, найдя такие условия неприемлемыми, выговорили право отвести армию на северо-запад.
К 7 часам утра, по условию соглашения, французская регулярная армия должна была покинуть Париж. В полдень 19 (31) марта 1814 года эскадроны кавалерии во главе с императором Александром I триумфально вступили в столицу Франции. «Все улицы, по которым союзники должны были проходить, и все примыкающие к ним улицы были набиты народом, который занял даже кровли домов», — вспоминал Михаил Орлов. В последний раз вражеские (английские) войска вступали в Париж в XV веке во время Столетней войны. В предместьях народ встречал войска союзников подавленно, однако с продвижением к церкви Мадлен настроение менялось: в аристократических кварталах союзникам уже бросали цветы, и кое-где появились белые кокарды роялистов.

Колонны наши с барабанным боем, музыкою и распущенными знаменами вошли в ворота Сен-Мартен… Любопытное зрелище представилось глазам нашим, когда мы… очутились у Итальянского бульвара: за многочисленным народом не было видно ни улиц, ни домов, ни крыш; всё это было усеяно головами, какой-то вместе с тем торжественный гул раздавался в воздухе. Это был народный ропот, который заглушал и звук музыки и бой барабанов. По обеим сторонам стояла национальная гвардия… От десяти часов утра войска шли церемониальным маршем до трех часов.— Н. И. Лорер

Мы поворотили влево к place Vandôme, где толпа час от часу становилась сильнее. На этой площади поставлен монумент большой армии. Славная Траянова колонна! Я ее увидел в первый раз, и в какую минуту? Народ, окружив ее со всех сторон, кричал беспрестанно: «A bas le tyran!». Один смельчак взлез наверх и надел веревку на ноги Наполеона, которого бронзовая статуя венчает столб. «Надень на шею тирану!» кричал народ. «Зачем вы это делаете?» — «Высоко залез!» отвечали мне. — «Хорошо! прекрасно! Теперь тяните вниз: мы его вдребезги разобьем, а барельефы останутся. Мы кровью их купили, кровью гренадер наших. Пусть ими любуются потомки наши».
Но в первый день не могли сломать медного Наполеона, мы поставили часового у колонны. На доске внизу я прочитал: Napolio, Imp. Aug. monumentum и проч.
Суета сует! Суета, мой друг! Из рук его выпали и меч, и победа! И та самая чернь, которая приветствовала победителя на сей площади, та же самая чернь и ветреная, и неблагодарная, часто неблагодарная! накинула веревку на голову Napolio Imp. Aug., и тот самый неистовый, который кричал несколько лет назад тому: «Задавите короля кишками попов», тот самый неистовый кричит теперь: «Русские, спасители наши, дайте нам Бурбонов! Низложите тирана! Что нам в победах? — Торговлю, торговлю!»
— К. Батюшков, письмо Н. Гнедичу

## Итоги и последствия сражения
Участник кампании и историк Михайловский-Данилевский в своём труде о заграничном походе 1814 года сообщил такие потери союзных войск под Парижем: 7 100 русских, 1 840 пруссаков и 153 вюртембержца, всего свыше 9 тысяч солдат. На 57-й стене галереи воинской славы храма Христа Спасителя указано более 6 тысяч русских воинов, выбывших из строя при взятии Парижа, что соответствует данным историка М. И. Богдановича (более 8 тысяч союзников, из них 6 100 русских). Французские потери оцениваются историками в более чем 4 тысячи солдат.
Союзники захватили 86 орудий на поле боя и ещё 72 орудия достались им после капитуляции города, М. И. Богданович сообщает о 114 захваченных орудиях.
Решающая победа была щедро отмечена императором Александром I. Главнокомандующий русскими войсками генерал Барклай-де-Толли получил чин фельдмаршала. Пять генералов — Раевский Н. Н., Горчаков А. И., Пален П. П., Рудзевич А. Я., Ермолов А. П. — удостоились ордена Св. Георгия 2-й степени. Исключительно высокая оценка, если учесть, что за победу в крупнейшем сражении Наполеоновских войн под Лейпцигом орден Св. Георгия 2-й степени получили четыре генерала (П. М. Капцевич, Великий князь цесаревич Константин Павлович, Ф. В. Остен-Сакен и принц Евгений Вюртембергский и ещё два не российских генерала), а за Бородинское сражение был удостоен только один генерал (Барклай де Толли М. Б.). Всего за 150 лет существования ордена 2-ю степень вручали лишь 125 раз. Отличившийся при взятии Монмартра генерал от инфантерии Ланжерон удостоился высшего ордена Св. Андрея Первозванного.
Император Франции узнал о капитуляции Парижа в Фонтенбло, где поджидал подхода своей отставшей армии. Он сразу же решил стянуть все имеющиеся войска для продолжения борьбы, однако под давлением маршалов, учитывающих настроения населения и трезво оценивающих соотношение сил, 23 марта (4 апреля) 1814 года Наполеон Бонапарт отрёкся от трона.
10 апреля, уже после отречения Наполеона, на юге Франции произошло последнее сражение этой войны — битва под Тулузой. Англо-испанские войска под командованием герцога Веллингтона сделали попытку овладеть Тулузой, которая оборонялась маршалом Сультом. Тулуза капитулировала только после того, когда вести из Парижа достигли гарнизона города.
В мае был подписан мир, вернувший Францию в границы 1792 года и восстановивший там власть династии Бурбонов. Эпоха Наполеоновских войн закончилась.
Знаменитые Сто дней 1815 года, когда Наполеон предпринял последние усилия для разгрома союзников, уже не могли изменить хода истории.

## Память
- Медаль «За взятие Парижа 19 марта 1814 года».
- «Русский в Париже 1814 года» — повесть Н. А. Бестужева.
- Париж — село в Челябинской области, наименованное в честь участия Уральских казаков во взятии французской столицы в 1814 году.
- Париж — село в Башкортостане, наименованное в честь участия башкирской иррегулярной конницы (от 20 до 28 полков по разным данным) во взятии французской столицы.
- В 2024 году по заказу Национального нумизматического реестра на Санкт-Петербургском монетном дворе был отчеканен монетовидный жетон, посвящённый 210-летию вступления русских войск в Париж[12].